# بارة (عملة)

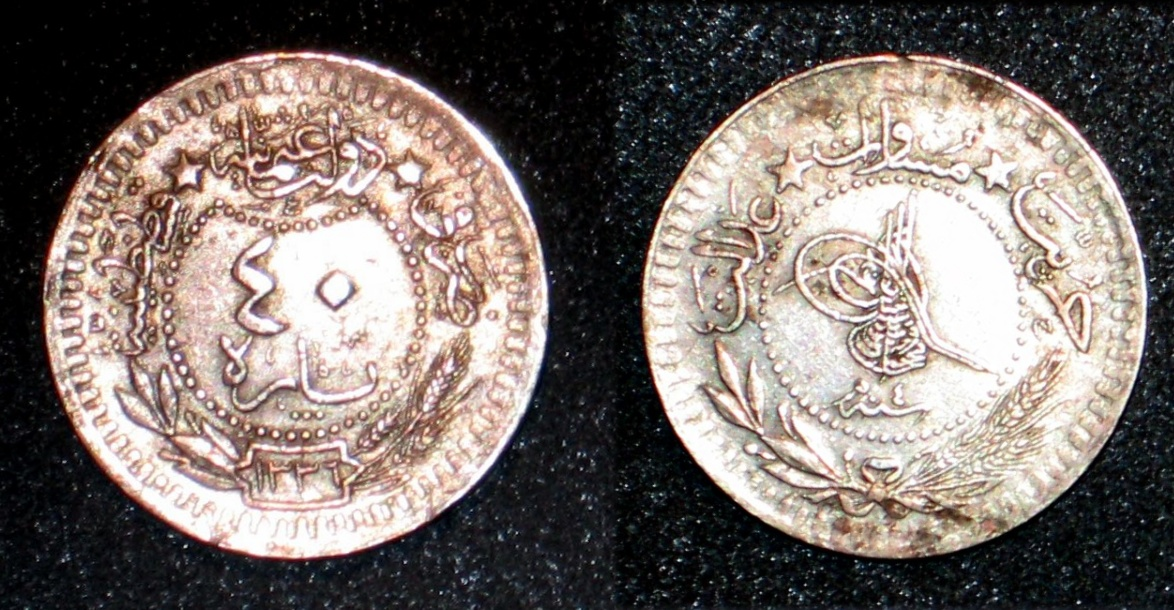
40 پاره - 1336 هـ. في الوجه الأمامي: «ضربَ في * دَوْلَت عُثمانّيَّة * قسطنْطينيّة»، ومن الخلف: طغراء محمود الثاني ومن فوقها: «حُريَّت * مُساوات * عَدالَت».

الپارة هي عملة عثمانية، ضُربت في عهد السلطان مراد الرابع. و«پاره» كلمة أعجمية، بمنعى قطعة أو شقفة.
كانت الآقجة الواحدة في عهد السلطان محمد الفاتح تساوي ثلاث بارات، وكذلك في عهد السلطان أحمد الثالث. أبطل التعامل بها سنة 1832 م.